# Isotta Fraschini T8
Der Isotta Fraschini T8 ist ein Konzeptfahrzeug der italienischen Marke Isotta Fraschini.

## Beschreibung
Unter der Marke wurden ab 1900 Personenkraftwagen und später auch andere Dinge vermarktet. 1948 endete das Pkw-Angebot.
Ab 1993 gab es den Versuch, wieder in die Branche einzusteigen, allerdings diesmal von einem anderen Unternehmen, das die Markenrechte erworben hatte. Das Fahrzeug wurde das erste Mal im Frühjahr 1996 auf dem Genfer Auto-Salon präsentiert. Die Serienproduktion sollte ursprünglich 1997 beginnen. Eine weitere Vorstellung fand im Oktober 1998 auf dem Pariser Autosalon statt. Als Hauptabsatzmarkt war die USA geplant.
Die Basis des Fahrzeugs bildet ein Audi A8. Der V8-Motor leistet je nach Quelle etwa 300 Pferdestärke. Er ist vorn im Fahrzeug eingebaut und treibt alle vier Räder an. Eine Quelle gibt 84,5 mm Bohrung und 93 mm Hub an, was rechnerisch 4172 cm³ Hubraum ergibt. Im Katalog der Automobil Revue von 1996 ist für den Motor ein Zylinderwinkel von 90 Grad angegeben. Außerdem werden Vierventiltechnik und Wasserkühlung genannt. Die vorstehenden Angaben zu Bohrung und Hub sowie 4172 cm³ Hubraum werden bestätigt. Als Leistung sind 220 kW gleich 299 PS angegeben.
Das offene Cabriolet bietet Platz für vier Personen. Castagna stellte die Karosserie her. Sie besteht aus Aluminium. Das Cabriodach wird elektrisch betätigt. Ein Hardtop war serienmäßig vorgesehen.
Das Fahrzeug ist 453 cm lang, 189 cm breit und 138 cm hoch.
Eine zweite Quelle bestätigt diese Angaben und nennt außerdem 248 cm Radstand, 159 cm Spurweite vorne und 161 cm hinten. Der Kofferraum fasst 230 Liter.
250 km/h Höchstgeschwindigkeit sind angegeben.
Als Neupreis waren 150.000 Deutsche Mark vorgesehen.
Es blieb bei Prototypen. Das gilt auch für den ähnlich konzipierten T12, der 1998 präsentiert wurde.